# Kanije Sar
Kanije Sar – wieś w Iranie, w ostanie Azerbejdżan Zachodni, w szahrestanie Mijandoab. W 2006 roku liczyła 328 mieszkańców.